# 滨湖区图书馆
31°31′40″N 120°16′49″E / 31.52789°N 120.28041°E
滨湖区图书馆，全称无锡市滨湖区图书馆，是位于中华人民共和国江苏省无锡市滨湖区的一个公立图书馆、国家一级图书馆。

## 历史
前身为1986年成立的无锡市郊区图书馆。2004年区划调整时，由原郊区、无锡县的四个乡镇和原马山区合并，改名为滨湖区，区图书馆更名为滨湖区图书馆。图书馆设有外借室、阅览室、综合活动室等。